# Ozdakovci
Ozdakovci is een plaats in de gemeente Velika in de Kroatische provincie Požega-Slavonië. De plaats telt 12 inwoners (2001).